# 拉塞勒 (阿列省)
拉塞勒（法語：La Celle，法語發音：[la sɛl]）是法国阿列省的一个市镇，位于该省西南部，属于蒙吕松区。

## 地理
拉塞勒（46°13'43"N, 2°47'5"E）面积31.2 平方千米，位于法国奥弗涅-罗讷-阿尔卑斯大区阿列省，该省份为法国中部省份，北起涅夫勒省、西北接谢尔省，西南至克勒兹省，南至多姆山省，东南临卢瓦尔省，东临索恩-卢瓦尔省。
与拉塞勒接壤的市镇（或旧市镇、城区）包括：科隆比耶、科芒特里、迪尔达-拉勒基耶、伊村、罗内、阿尔莱法韦特、比克西耶尔-苏蒙泰居、拉佩鲁斯、孔布拉耶地区蒙泰居。

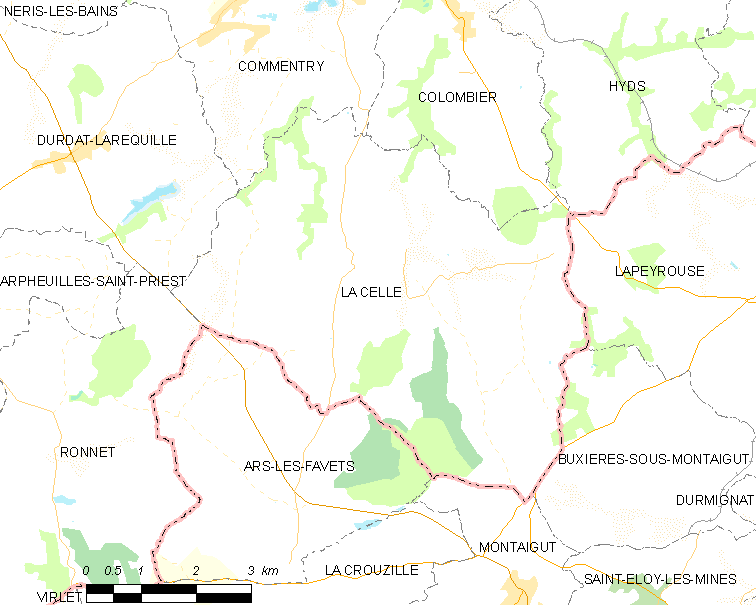
的OSM定位图

拉塞勒的时区为UTC+01:00、UTC+02:00（夏令时）。

## 行政
拉塞勒的邮政编码为03600，INSEE市镇编码为03047。

## 政治
拉塞勒所属的省级选区为蒙吕松第三县。

## 人口

1962-2008年间人口变化图示

拉塞勒于2022年1月1日时的人口数量为400人。